# Ceres Könyvkiadó
Ceres Könyvkiadó a korábbi Mezőgazdasági és Erdészeti Könyvkiadó  utódja 1970-től. Székhelye Bukarestben van.

## Leírása
Az első évtizedben igazgatója Gabriel Manoliu, magyar szerkesztősége működött Kolozsvárt (szerkesztők Szalay András és Schweiger Ágnes). 1970 és 1980 között összesen 90 művet jelentetett meg magyarul a mezőgazdaság, állattenyésztés, kertészet és szőlőművelés területeiről, köztük több eredeti szakmunkát Gyurkó István, Kászoni Zoltán, Nagy Miklós, Péterfi István, Pap István, Rácz Gábor, Sebők Péter, Szabó Zsigmond, Veress István, Wagner István és mások tollából, valamint a közhasznú ismereteket tömör és népszerű formában közvetítő Kaleidoszkóp sorozat 30 füzetét, amelyben 1980-ig románból fordított művek mellett több eredeti munka is található (mezőgazdasági szakirodalom). Kiadta Gabriel Manoliu, Ion Bucur, Szalay András és Schweiger Ágnes szerkesztésében a Román-magyar, magyar-román mezőgazdasági szótár 25-25 ezer címszót tartalmazó kötetét (1980).